# Снядувко
Снядувко (пол. Śniadówko) — село в Польщі, у гміні Помехувек Новодворського повіту Мазовецького воєводства.
Населення — 244 особи (2011).
У 1975-1998 роках село належало до Варшавського воєводства.

## Демографія
Демографічна структура станом на 31 березня 2011 року:
|          | Загалом | Допрацездатний вік | Працездатний вік | Постпрацездатний вік |
| -------- | ------- | ------------------ | ---------------- | -------------------- |
| Чоловіки | 129     | 24                 | 97               | 8                    |
| Жінки    | 115     | 27                 | 73               | 15                   |
| Разом    | 244     | 51                 | 170              | 23                   |